# Șabelnîkî, Zolotonoșa
Șabelnîkî (în ucraineană Шабельники) este localitatea de reședință a comunei Șabelnîkî din raionul Zolotonoșa, regiunea Cerkasî, Ucraina.

## Demografie
Componența lingvistică a localității Șabelnîkî
     Ucraineană (96,57%)
     Rusă (3,43%)
Conform recensământului din 2001, majoritatea populației localității Șabelnîkî era vorbitoare de ucraineană (96,57%), existând în minoritate și vorbitori de rusă (3,43%).